# Rous Cup 1986
De Rous Cup 1986 was de tweede editie van de Rous Cup. Bij deze editie werd er slechts een wedstrijd gespeeld, op 23 april 1986. Engeland won en werd daarmee kampioen.
De tweede editie van dit toernooi vond vlak voor het wereldkampioenschap plaats. Zowel Schotland als Engeland had zich geplaatst voor het WK, waardoor deze wedstrijd als voorbereiding hierop werd gezien. Dit keer werd de wedstrijd op Wembley Stadium gespeeld, in Engeland. In de eerste helft scoorde het Engelse elftal twee keer en na de rust scoorde Schotland uit een strafschop.

## Wedstrijd
|                                                    |                                    |       |                           |                                                                                   |
| 23 april 1986 «onderlinge duels» 19:45 uur (UTC+1) | Engeland                           | 2 – 1 | Schotland                 | Wembley Stadium, Londen Toeschouwers: 68.357 Scheidsrechter: Michel Vautrot (FRA) |
| 23 april 1986 «onderlinge duels» 19:45 uur (UTC+1) | Terry Butcher 27' Glenn Hoddle 39' |       | 57' (pen.) Graeme Souness | Wembley Stadium, Londen Toeschouwers: 68.357 Scheidsrechter: Michel Vautrot (FRA) |

| Engeland |  | Schotland |

| GK           | 1  | Peter Shilton (Southampton)      |            |     |
| DF           | 2  | Gary Stevens (Everton)           |            |     |
| DF           | 3  | Kenny Sansom (Arsenal)           |            |     |
| MF           | 4  | Glenn Hoddle (Tottenham Hotspur) |            |     |
| DF           | 5  | Dave Watson (Norwich City)       | Kreeg geel |     |
| DF           | 6  | Terry Butcher (Ipswich Town)     |            |     |
| MF           | 7  | Steve Hodge (Aston Villa)        |            | 75' |
| FW           | 8  | Trevor Francis (Sampdoria)       |            |     |
| FW           | 9  | Mark Hateley (Milan)             |            |     |
| MF           | 10 | Ray Wilkins (Milan)              |            | 46' |
| FW           | 11 | Chris Waddle (Tottenham Hotspur) |            |     |
| Invallers:   |    |                                  |            |     |
| GK           | 0  | Chris Woods (Norwich City)       |            |     |
| MF           | 0  | Peter Reid (Everton)             |            | 46' |
| DF           | 0  | Gary Stevens (Tottenham Hotspur) |            | 75' |
| MF           | 0  | Trevor Steven (Everton)          |            |     |
| CF           | 0  | Kerry Dixon (Chelsea)            |            |     |
| Coach:       |    |                                  |            |     |
| Bobby Robson |    |                                  |            |     |

| GK            | 1  | Alan Rough (Hibernian)              |            |     |
| DF            | 2  | Richard Gough (Dundee United)       |            |     |
| DF            | 3  | Maurice Malpas (Dundee United)      |            |     |
| MF            | 4  | Graeme Souness (Sampdoria)          |            |     |
| DF            | 5  | Alex McLeish (Aberdeen)             |            |     |
| DF            | 6  | Willie Miller (Aberdeen)            |            |     |
| MF            | 7  | Steve Nicol (Liverpool)             |            |     |
| FW            | 8  | David Speedie (Chelsea)             |            |     |
| FW            | 9  | Charlie Nicholas (Arsenal)          | Kreeg geel | 46' |
| MF            | 10 | Roy Aitken (Celtic)                 |            |     |
| MF            | 11 | Eamonn Bannon (Dundee United)       |            |     |
| Invallers:    |    |                                     |            |     |
| GK            | 0  | Andy Goram (Oldham Athletic)        |            |     |
| DF            | 0  | David Narey (Dundee United)         |            |     |
| DF            | 0  | Arthur Albiston (Manchester United) |            |     |
| MF            | 0  | Paul McStay (Celtic)                |            |     |
| MF            | 0  | Pat Nevin (Chelsea)                 |            | 58' |
| MF            | 0  | Jim Bett (Aberdeen)                 |            |     |
| Coach:        |    |                                     |            |     |
| Alex Ferguson |    |                                     |            |     |